# Michael Christian Sommer
Michael Christian Sommer (* 19. August 1785 in Lübeck; † 5. Februar 1868 in Altona) war ein deutscher Großkaufmann und Insektenhändler.

## Leben und Wirken
Michael Christian Sommer war ein Sohn des Gewürzhändlers Johann Christian Sommer (* 1751 oder 1752 in Grabow; 9. Februar 1813 in Lübeck) und dessen Ehefrau Ilsabe Elisabeth, geborene Brandes (* 27. September 1757; † 1. Januar 1830 ebenda).
Sommer unterhielt ein Ladenlokal für Kommissions- und Speditionsgeschäfte an der Kleinen Elbstraße 16 am Altonaer Fischmarkt. Außerdem handelte er dort mit Eisen, Mühlsteinen und Kohlen. Bereits im Kindesalter hatte er zahlreiche Käfer und Insekten gesammelt. Mit Hilfe seiner Geschäftskontakte nach Übersee baute er seine Sammlungen im Erwachsenenalter aus. Später vertrieb er auch Insekten und entwickelte sich zu einem der größten Händler und entomologischen Kommissionäre dieser Epoche.
Am 9. Mai 1812 heiratete Sommer Johanna Friederica Maria Niefeldt (* 12. März 1789 in Hamburg; † 29. November 1858 in Altona). Das Ehepaar bekam einen Sohn und drei Töchter. Die Tochter Elisa Marie (* 8. Mai 1815) heiratete am 7. April 1836 den Naturwissenschaftler Hermann Burmeister. Als ihr Ehemann 1861 nach Buenos Aires auswanderte, folgte sie ihm nicht und lebte spätestens ab 1863 alleine. Sie wird letztmals im Altonaer Adressbuch von 1871 genannt.
Sommer handelte mit Partnern in Labrador, den Vereinigten Staaten, Mexiko, West-Indien, Venezuela, Surinam und Brasilien. Weitere Geschäfte tätigte er mit Personen in Chile, der Kapkolonie, Sierra Leone und Sydney. Dabei vermittelten für ihn zumeist Schiffskapitäne.
Neben den eigenen Geschäften förderte Sommer zahlreiche Insektensammler in Übersee. Um deren Expeditionen zu ermöglichen, gab er gelegentlich Anteilsaktien im Wert von 10 Friedrichsdor aus. Die Bezieher der Anteilsscheine bekamen im Gegenzug die für sie interessanten, während der Reise gesammelten Exemplare.
Sommer pflegte Beziehungen zu fast allen Insektenhändlern und spezialisierten Entomologen seiner Zeit. Die Entomologen sortierten seine eigene, große Insektensammlung und lobten ihn als ausgesprochen großzügig. Zu den wichtigsten Partnern gehörte sein Schwiegersohn Burmeister, der 1831/32 die Ordnung einer Kollektion von Orthopteren übernommen hatte. Burmeister griff bei zahlreichen seiner Erstbeschreibungen von insbesondere Heuschrecken und Käfern auf Sommers Sammlung zurück.
Am 28. August 1840 wurde Sommer zum Ritter vom Dannebrog ernannt.
Vor seinem Tod im Februar 1868 verfügte Sommer, dass seine Sammlung frühestens zwei Jahre nach seinem Tod veräußert werden dürfe. Er legte dabei fest, dass die Sammlung nicht in Einzelteilen zu veräußern sei, sondern erlaubte lediglich die komplette Abgabe oder eine Unterteilung in Familien. Die von ihm hinterlassene Sammlung hatte einen Wert von schätzungsweise 5000 Mark Courant.
Der Nachlass ging zunächst an den Sohn. Der Altonaer Zahnarzt Johann Andre Ferdinand Baden (1828–1914) kaufte später die Sammlung der Käfer. Die Heuschreckensammlung ging an das Naturhistorische Museum Wien. Der Insektenhändler Otto Staudinger kaufte die Sammlung der Lepidopteren. Sommers umfangreiche Bibliothek übernahm das Deutsche Entomologische Institut.